# Сасыколи
Сасыколи — крупнейшее село Харабалинского района Астраханской области, административный центр Сасыкольского сельсовета.

## География и климат
Село Сасыколи расположено на берегах реки Ашулук в 24 километрах к северо-западу от города Харабали. Через село проходит автодорога Астрахань — Ахтубинск — Волгоград.
Климат характеризуется холодной зимой и жарким летом с наличием большого количества сильных восточных и юго-восточных ветров. Среднегодовая температура воздуха по данным Харабалинской метеостанции +8,5 С. Среднемесячная температура января, самого холодного месяца −9 С, однако, может понижаться до −40 С. Среднемесячная температура самого жаркого месяца +25, а абсолютный максимум достигает +40 С и более.
Флора села Сасыколи это: деревья, кустарники, травы, цветы, овощи и фруктовые деревья. Деревья: ива белая, ива ломкая, тополь, шелковица, лох, вяз, ясень. Все эти деревья неприхотливы, хорошо переносят разливы рек. Произрастает множество фруктовых деревьев.

## История
Первыми поселенцами села Сасыколи были чуваши, выселенные в 1797 году из села Капустин Яр Черноярского уезда. Позднее население увеличилось переселенцами из Воронежской и Тамбовской губерний. Сюда же в конце 18 века устремились беглые крестьяне центральных губерний России.
Название «Сасыколи» было дано потому, что после полой воды в этой песчаной местности оставалось очень много рыбы, она лежала на солнце, портилась и издавала неприятный запах. Поэтому это место стали называть «Сасык коль», что в переводе с тюркского означает вонючее озеро.
7 февраля 1918 года в Сасыколи была провозглашена Советская власть. В 1926 году была образована артель инвалидов «Красный плотник». В августе 1927 года в Сасыколях была создана артель «Овцевод». В 1930 году артель «Овцевод» была реорганизована в колхоз «Садовод», куда вошли жители села Сасыколи и села Кочковатка, а артель «Красный плотник» — в рыболовецкий колхоз «Волна». В 1935 году колхоз «Садовод» был расформирован на три: им. Кирова, им. Куйбышева, им. Мичурина. Колхоз «Животновод» отделился несколько раньше. В послевоенный период колхоз им. Мичурина слился с колхозом им. Кирова. В конце 1957 года колхоз «Волна» был присоединен к колхозу им. Кирова.
С лета 1944 года по 1 января 1963 года Сасыколи являлся административным центром Сасыкольского района Астраханской области.
В селе родился Герой Советского Союза Гавриил Зуев.

## Население
Динамика численности населения
| 1859 | 1897 | 1900 | 1904 | 1914 | 1959 |
| ---- | ---- | ---- | ---- | ---- | ---- |
| 2898 | 2785 | 3784 | 6696 | 6619 | 3462 |

| 1959 | 1979  | 2002  | 2010  | 2021  |
| ---- | ----- | ----- | ----- | ----- |
| 3462 | ↗5215 | ↘4988 | ↗5224 | ↘4933 |

## Экономика села
Большая часть населения работает в государственных или обслуживающих организациях. Другая часть населения работает в крестьянско-фермерских хозяйствах постоянными или сезонными рабочими.

## Учреждения села
- Астрахань автодорремстрой № 4
- АТС
- Отделение Сбербанка России
- Две библиотеки
- Больница
- Детский сад «Звёздочка»
- Дом культуры
- МПУПЖКХ
- Лесничество
- Полиция
- Пекарня
- Отделение Почты России
- Детская школа искусств № 19
- Сасыкольская средняя школа
- Детский дом

## Известные жители и уроженцы
- Кожевников, Алексей Кириллович (1919—1996) — Герой Социалистического Труда.
- Коноплёв, Григорий Георгиевич (1925—2017) — Герой Социалистического Труда. Его именем названа местная средняя школа.